# چیخولوب
چیخولوب (به لهستانی:  Ciecholub) یک روستا در لهستان است که در گمینا کنپیتسه واقع شده‌است. چیخولوب ۱۶۱ نفر جمعیت دارد.